# Saiman 202
Il Saiman 202 era un monomotore da turismo ad ala bassa sviluppato dall'azienda italiana Società Anonima Industrie Meccaniche Aeronautiche Navali (SAIMAN) nei tardi anni trenta e prodotto su licenza anche da Compagnia Nazionale Aeronautica (CNA) e SACA fino al 1943.
Destinato al mercato dell'aviazione generale fu utilizzato, principalmente dalla Regia Aeronautica, durante la seconda guerra mondiale come aereo da addestramento e da collegamento.

## Storia del progetto
Nel gennaio 1937 il Ministero dell'aeronautica emise una specifica per la richiesta di un piccolo velivolo da turismo di produzione nazionale che prevedesse, tra le altre caratteristiche, l'equipaggiamento con un motore radiale Fiat A.50. Al bando di concorso decidono di partecipare alcune delle aziende aeronautiche italiane del periodo tra cui Caproni, SAI Ambrosini e SAIMAN.
Progettato dall'ingegner Mario Bottini, il 202 era l'evoluzione monoplana del biplano da addestramento Saiman 200. Il 202 aveva un aspetto tradizionale ed adottava una fusoliera dalla struttura realizzata in legno rivestita da pannelli di compensato intelato. La cabina di pilotaggio, chiusa ed in posizione leggermente avanzata rispetto alle ali, presentava due posti affiancati raggiungibili tramite due aperture dal ali di gabbiano sul tettuccio. Sotto le ali, montate a sbalzo, era presente un carrello d'atterraggio fisso ed ammortizzato, inizialmente carenato, che veniva completato da un ruotino d'appoggio posteriore, situato sotto il piano di coda dal classico impennaggio monoderiva. Inizialmente progettato per essere motorizzato dal britannico de Havilland Gipsy Major, in fase di produzione adottò la sua versione prodotta su licenza in Italia, l'Alfa Romeo 110 da 120 CV.
Entrato inizialmente in produzione presso la piccola fabbrica SAIMAN adiacente all'idroscalo Carlo Del Prete di Ostia verso la fine del 1938, venne realizzato complessivamente in 390 esemplari fino al 1943, anno in cui cessò la produzione. Alcuni esemplari furono requisiti dalla Luftwaffe, dopo l'armistizio dell'8 settembre 1943, ed impiegati in Italia come aerei da collegamento dell'Organizzazione Todt. Dopo il termine della seconda guerra mondiale gli esemplari sopravvissuti vennero integrati nella rifondata Aeronautica Militare, la designazione della nuova forza aerea della Repubblica Italiana, ed in seguito una ventina di Saiman 202 vennero ceduti agli aero club italiani che li impiegarono fino a oltre la metà degli anni sessanta. Un esemplare, perfettamente restaurato, è conservato nel Museo Aeronautico "Gianni Caproni" di Trento.
Dal 202 venne sviluppato un ulteriore prototipo, il Saiman 208, collaudato a Roma Lido il 17 novembre 1941 dal pilota Luigi Pessione, il quale però non venne mai avviato alla produzione.

## Versioni
- 202 - prima serie prodotta in 20 esemplari
- 202I - versione evoluta dotata di comandi a cloche anziché a volantino, flap sul solo tronco centrale dell'ala, piano di coda a corda costante e bordo d'entrata diritto
- 202M- versione militare da addestramento derivata dal 202I

## Utilizzatori

### Periodo bellico
Croazia
- Zrakoplovstvo Nezavisne Države Hrvatske

 Germania
- Luftwaffe - requisiti dopo l'armistizio

 Regno d'Italia
- Regia Aeronautica

 Repubblica Sociale Italiana
- Aeronautica Nazionale Repubblicana

### Periodo postbellico
Italia
- Aeronautica Militare